# Velika nagrada Nemčije 1951
Velika nagrada Nemčije 1951 je bila šesta dirka Svetovnega prvenstva Formule 1 v sezoni 1951. Odvijala se je 29. julija 1951.

## Rezultati

### Kvalifikacije
| Poz | Št | Dirkač                | Konstruktor        | Čas       | Zaostanek |
| --- | -- | --------------------- | ------------------ | --------- | --------- |
| 1   | 71 | Alberto Ascari        | Ferrari            | 9:55,8    | –         |
| 2   | 74 | José Froilán González | Ferrari            | 9:57,5    | + 1,7     |
| 3   | 75 | Juan Manuel Fangio    | Alfa Romeo         | 9:59,0    | + 3,2     |
| 4   | 76 | Nino Farina           | Alfa Romeo         | 10:01,1   | + 5,3     |
| 5   | 72 | Luigi Villoresi       | Ferrari            | 10:06,6   | + 10,8    |
| 6   | 73 | Piero Taruffi         | Ferrari            | 10:12,9   | + 17,1    |
| 7   | 78 | Paul Pietsch          | Alfa Romeo         | 10:15,7   | + 19,9    |
| 8   | 91 | Rudi Fischer          | Ferrari            | 10:23,8   | + 28,0    |
| 9   | 82 | Robert Manzon         | Simca-Gordini      | 10:28,9   | + 33,1    |
| 10  | 77 | Felice Bonetto        | Alfa Romeo         | 10:46,1   | + 50,3    |
| 11  | 87 | Yves Giraud-Cabantous | Talbot-Lago-Talbot | 10:52,8   | + 57,0    |
| 12  | 83 | André Simon           | Simca-Gordini      | 10:57,5   | + 1:01,7  |
| 13  | 85 | Louis Chiron          | Talbot-Lago-Talbot | 11:00,2   | + 1:04,4  |
| 14  | 81 | Maurice Trintignant   | Simca-Gordini      | 11:07,5   | + 1:11,7  |
| 15  | 84 | Louis Rosier          | Talbot-Lago-Talbot | 11:08,2   | + 1:12,4  |
| 16  | 79 | Toulo de Graffenried  | Maserati           | 11:25,6   | + 1:29,8  |
| 17  | 92 | Toni Branca           | Maserati           | 11:26,7   | + 1:30,9  |
| 18  | 94 | Johnny Claes          | Talbot-Lago-Talbot | 11:33,9   | + 1:38,1  |
| 19  | 90 | Pierre Levegh         | Talbot-Lago-Talbot | 11:41,9   | + 1:46,1  |
| 20  | 88 | Duncan Hamilton       | Talbot-Lago-Talbot | 11:49,3   | + 1:53,5  |
| 21  | 86 | Philippe Étancelin    | Talbot-Lago-Talbot | 11:52,9   | + 1:57,1  |
| 22  | 93 | Jacques Swaters       | Talbot-Lago-Talbot | 12:09,1   | + 2:13,3  |
| 23  | 89 | David Murray          | Maserati           | brez časa | –         |

### Dirka
| Poz | Št | Dirkač                | Konstruktor        | Krogi | Čas/Odstop   | Št. m. | Toč |
| --- | -- | --------------------- | ------------------ | ----- | ------------ | ------ | --- |
| 1   | 71 | Alberto Ascari        | Ferrari            | 20    | 3:23:03,3    | 1      | 8   |
| 2   | 75 | Juan Manuel Fangio    | Alfa Romeo         | 20    | +30,5        | 3      | 7   |
| 3   | 74 | José Froilán González | Ferrari            | 20    | +4:39,0      | 2      | 4   |
| 4   | 72 | Luigi Villoresi       | Ferrari            | 20    | +5:50,2      | 5      | 3   |
| 5   | 73 | Piero Taruffi         | Ferrari            | 20    | +7:49,1      | 6      | 2   |
| 6   | 91 | Rudi Fischer          | Ferrari            | 19    | +1 krog      | 8      |     |
| 7   | 82 | Robert Manzon         | Simca-Gordini      | 19    | +1 krog      | 9      |     |
| 8   | 84 | Louis Rosier          | Talbot-Lago-Talbot | 19    | +1 krog      | 15     |     |
| 9   | 90 | Pierre Levegh         | Talbot-Lago-Talbot | 18    | +2 kroga     | 19     |     |
| 10  | 93 | Jacques Swaters       | Talbot-Lago-Talbot | 18    | +2 kroga     | 22     |     |
| 11  | 94 | Johnny Claes          | Talbot-Lago-Talbot | 17    | +3 krogi     | 18     |     |
| Ods | 87 | Yves Giraud Cabantous | Talbot-Lago-Talbot | 17    | Trčenje      | 11     |     |
| Ods | 81 | Maurice Trintignant   | Simca-Gordini      | 13    | Motor        | 14     |     |
| Ods | 77 | Felice Bonetto        | Alfa Romeo         | 12    | Motor        | 10     |     |
| Ods | 88 | Duncan Hamilton       | Talbot-Lago-Talbot | 12    | Pritisk olja | 20     |     |
| Ods | 78 | Paul Pietsch          | Alfa Romeo         | 11    | Trčenje      | 7      |     |
| Ods | 83 | André Simon           | Simca-Gordini      | 11    | Motor        | 12     |     |
| Ods | 76 | Nino Farina           | Alfa Romeo         | 8     | Pregrevanje  | 4      |     |
| Ods | 86 | Philippe Étancelin    | Talbot-Lago-Talbot | 4     | Menjalnik    | 21     |     |
| Ods | 85 | Louis Chiron          | Talbot-Lago-Talbot | 3     | Vžig         | 13     |     |
| Ods | 92 | Toni Branca           | Maserati           | 3     | Motor        | 17     |     |
| Ods | 79 | Toulo de Graffenried  | Maserati           | 2     | Motor        | 16     |     |